# Vodohospodářský systém Horního Harze
Vodohospodářský systém Horního Harze je komplexní soubor přehrad, nádrží, přívodních kanálů, štol a dalších staveb, z nichž velká část byla postavena od 16. do 19. století. Účelem byla akumulace vody a její přívod k vodním kolům těžebních dolů (stříbro, olovo, měď, železo) v oblasti Horního Harze. Rozkládá se na ploše zhruba 200 km² v dolnosaské části pohoří. Je považován za nejvýznamnější světový vodohospodářský systém předindustriální těžby.
Většina staveb je stále využívána, i když v současnosti je jejich účelem především podpora ochrany venkova (zachování historické kulturní krajiny), ochrany přírody, turistiky a koupání. Z vodohospodářského hlediska některé z nádrží stále hrají roli v ochraně před povodněmi a zásobování pitnou vodou. V roce 2010 byl vodohospodářský systém začleněn na seznam světového dědictví UNESCO rozšířením stávající položky zahrnují doly v Rammelsbergu a město Goslar.

## Fotogalerie

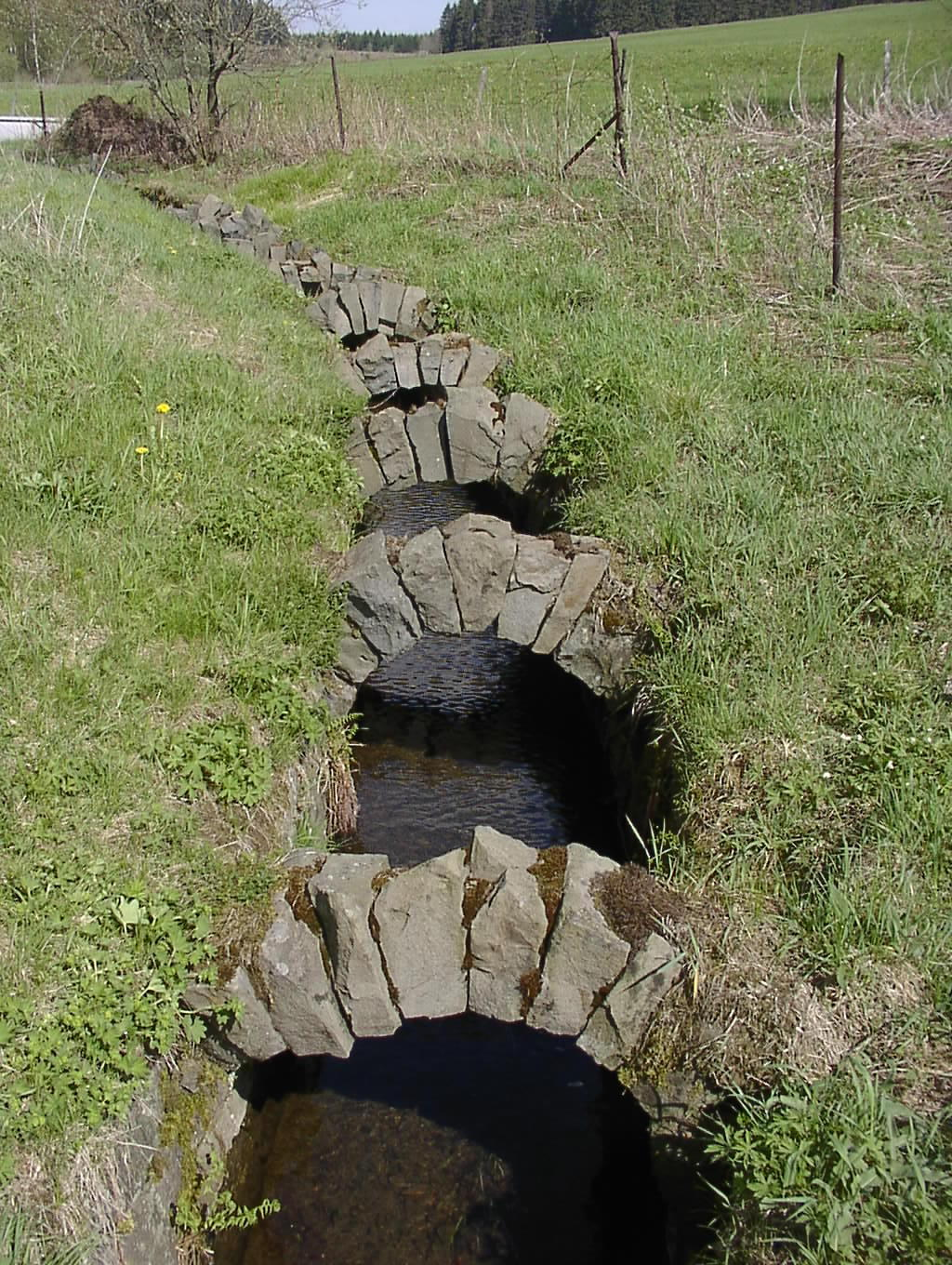
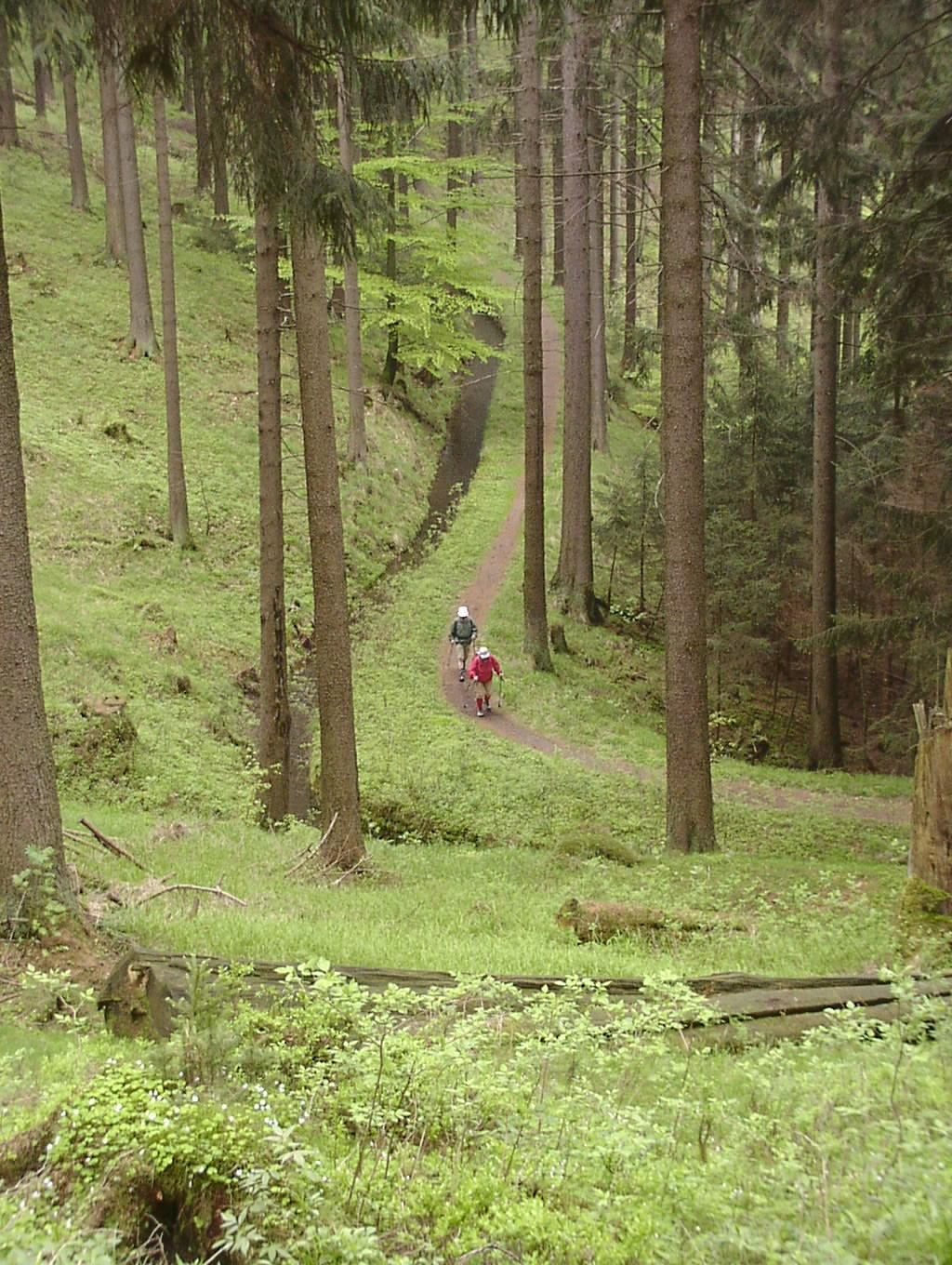
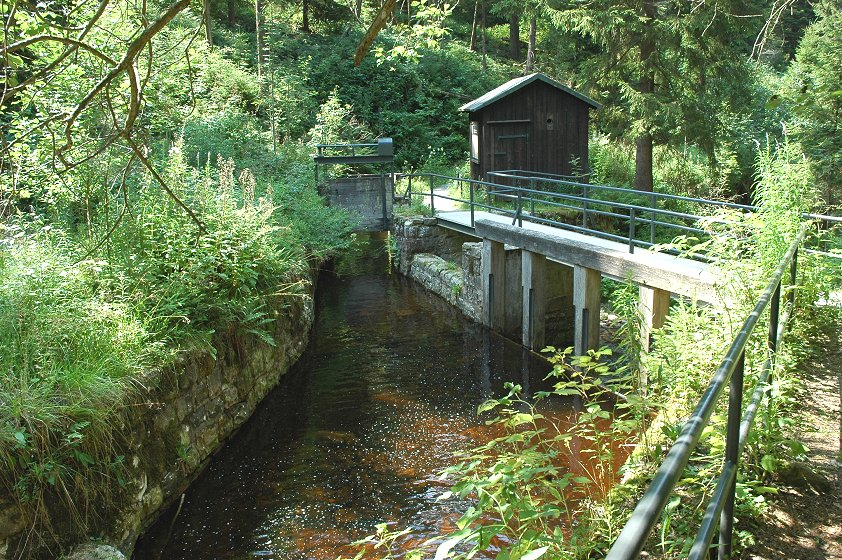
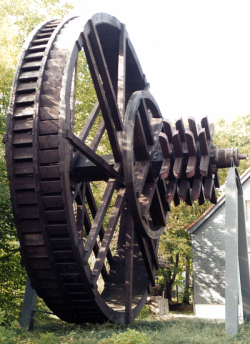
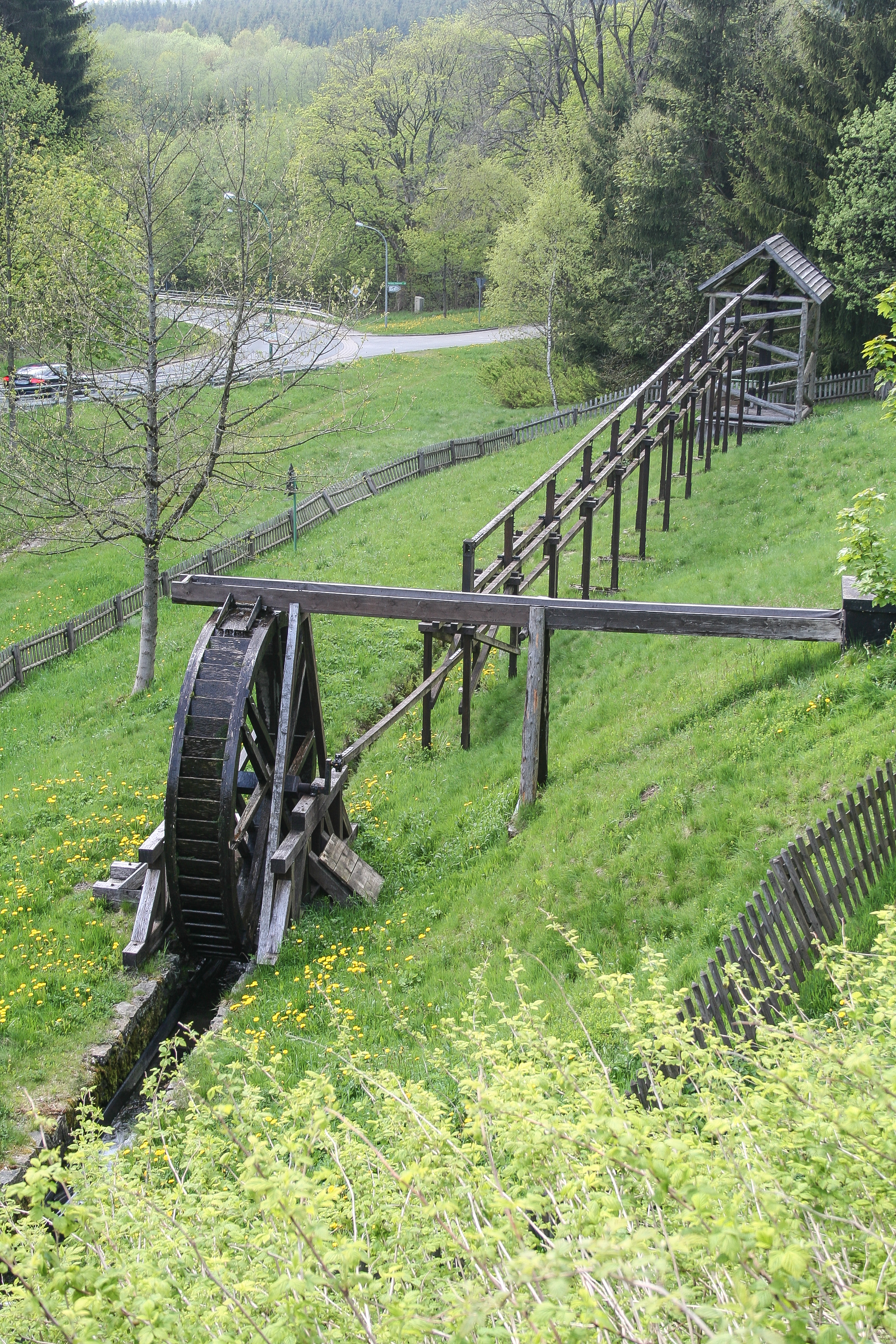
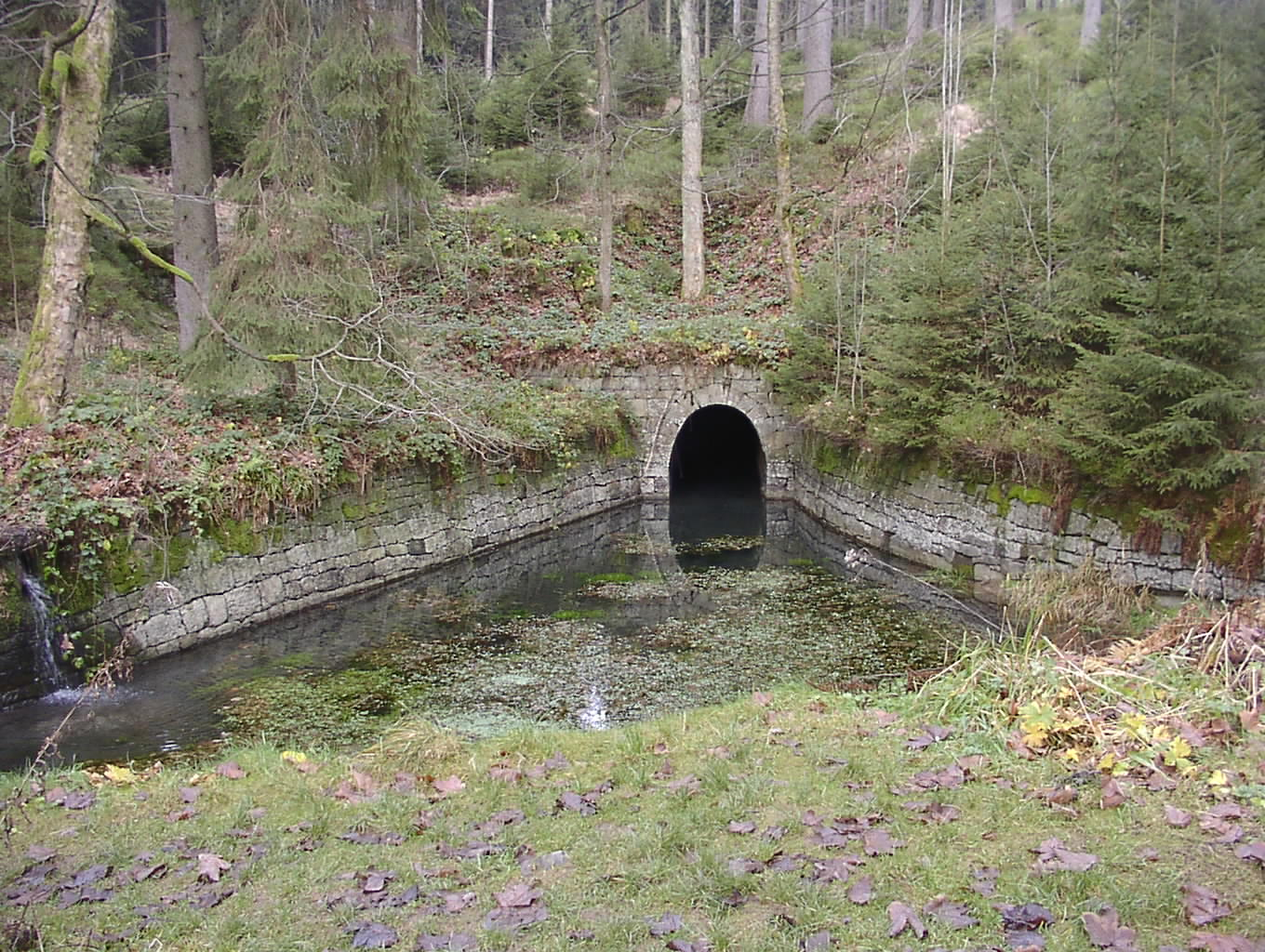
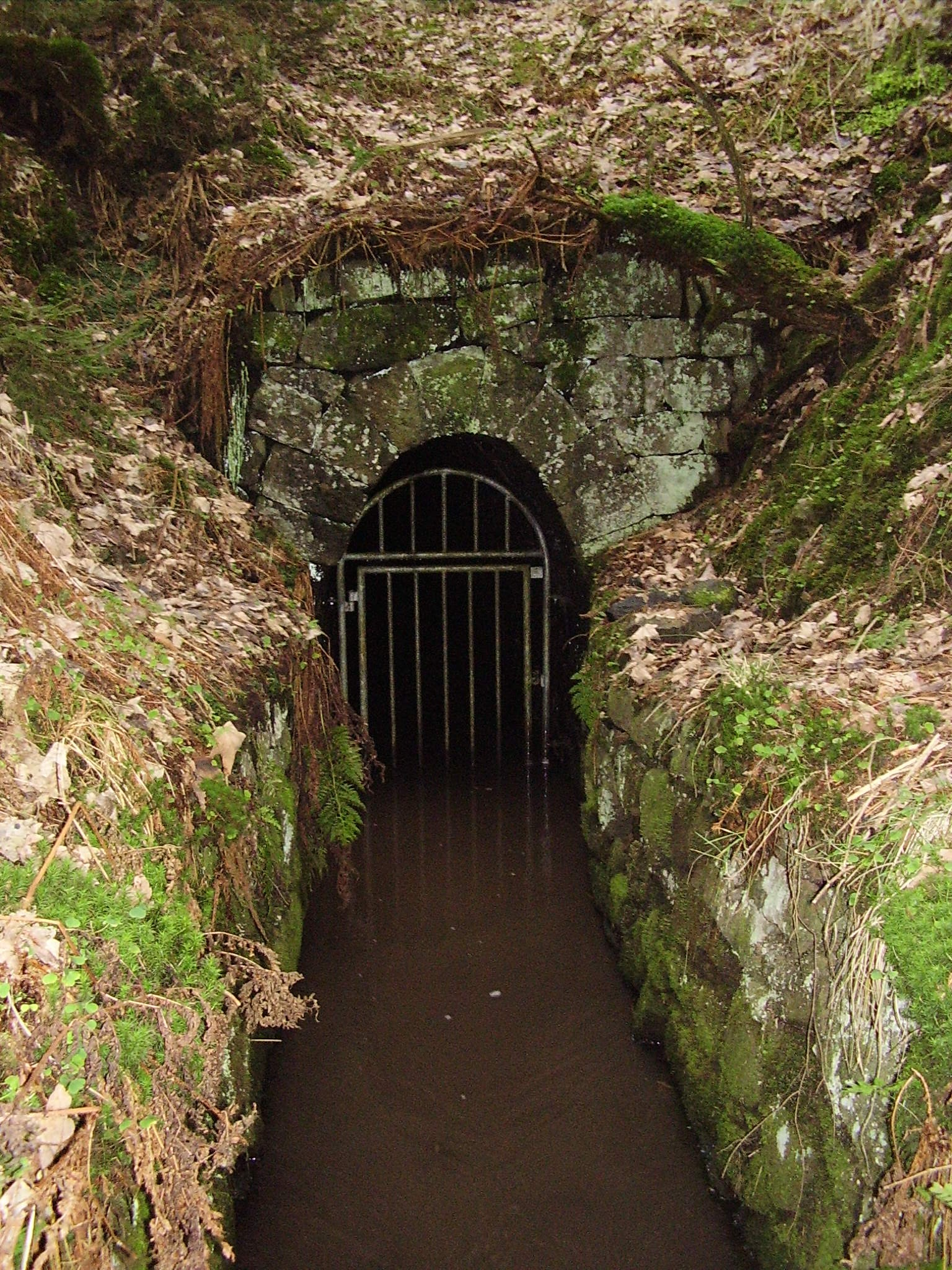